# قورباغه لالوما
قورباغه لالوما (نام علمی: Hyloscirtus colymba) نام یک گونه از تیره قورباغه‌های درختی حقیقی است. این گونه در کاستاریکا، پاناما، و بخش‌هایی از کلمبیا حضور دارد. زیستگاه طبیعیش نیز در جنگل‌های مناطق پست و همچنین مناطق کوهستانی می‌باشد.